# جوزيف غيدي غنادو
جوزيف غيدي غنادو (مواليد 23 أغسطس 1994، لاعب كرة قدم إفواري يجيد اللعب في الهجوم مع نادي الجيش الملكي.

## روابط خارجية
- جوزيف غيدي غنادو على موقع قاعدة بيانات كرة القدم.إي يو (الإنجليزية)
- جوزيف غيدي غنادو على موقع Soccerway.com (الإنجليزية)